# 7 يوليو
- السبت
- الأحد
- الاثنين
- الثلاثاء
- الأربعاء
- الخميس
- الجمعة

- 283 محرم 1447  هـ
- 294 محرم 1447  هـ
- 305 محرم 1447  هـ
- 16 محرم 1447  هـ
- 27 محرم 1447  هـ
- 38 محرم 1447  هـ
- 49 محرم 1447  هـ
- 510 محرم 1447  هـ
- 611 محرم 1447  هـ
- 712 محرم 1447  هـ
- 813 محرم 1447  هـ
- 914 محرم 1447  هـ
- 1015 محرم 1447  هـ
- 1116 محرم 1447  هـ
- 1217 محرم 1447  هـ
- 1318 محرم 1447  هـ
- 1419 محرم 1447  هـ
- 1520 محرم 1447  هـ
- 1621 محرم 1447  هـ
- 1722 محرم 1447  هـ
- 1823 محرم 1447  هـ
- 1924 محرم 1447  هـ
- 2025 محرم 1447  هـ
- 2126 محرم 1447  هـ
- 2227 محرم 1447  هـ
- 2328 محرم 1447  هـ
- 2429 محرم 1447  هـ
- 2530 محرم 1447  هـ
- 261 صفر 1447  هـ
- 272 صفر 1447  هـ
- 283 صفر 1447  هـ
- 294 صفر 1447  هـ
- 305 صفر 1447  هـ
- 316 صفر 1447  هـ
- 17 صفر 1447  هـ

7 يوليو أو 7 تمُّوز أو 7 يوليه أو يوم 7 \ 7 (اليوم السابع من الشهر السابع) هو اليوم الثامن والثمانون بعد المئة (188) من السنوات البسيطة، أو اليوم التاسع والثمانون بعد المئة (189) من السنوات الكبيسة وفقًا للتقويم الميلادي الغربي (الغريغوري). يبقى بعده 177 يوما لانتهاء السنة.

## أحداث
- 1124 - سكان مدينة صور الساحلية يستسلمون للحصار الصليبي الذي استهدف السيطرة على المدينة.
- 1543 - القوات الفرنسية تغزو لوكسمبورغ.
- 1798 - الولايات المتحدة تضم جزر هاواي إليها.
- 1807 - التوقيع على «اتفاقية تيلسيت» بين الإمبراطورية الفرنسية والإمبراطورية الروسية وذلك أثناء فترة الحروب التي كان يشنها الإمبراطور الفرنسي نابليون بونابرت والتي سميت باسم الحروب النابليونية.
- 1846 - القوات الأمريكية تحتل مدينتا «مونتيري» و«يربا بوينا»، وهي أول خطوة لضم كاليفورنيا إليها.
- 1863 - بداية الخدمة العسكرية في الولايات المتحدة، وكانت تكلفة الإعفاء من الخدمة العسكرية تقدر بمئة دولار.
- 1865 - شنق أربعة من المتواطئين في اغتيال الرئيس الأمريكي أبراهام لينكون.
- 1930 - بداية أشغال بناء سد هوفر في الولايات المتحدة.
- 1937 -
  - وقوع حادثة جسر ماركو بولو بين القوات اليابانية والقوات الصينية، وهي التي مهدت لدخول اليابانيين للعاصمة بكين.
  - تقرير لجنة بيل يوصي بتقسيم فلسطين، وكان ذلك أول توصية رسمية للتقسيم في تاريخ فلسطين.
- 1941 - الولايات المتحدة تحتل آيسلندا بدلاً من المملكة المتحدة.
- 1944 - حدوث أكبر هجمة بانزاي يابانية في معركة سايبان في المحيط الهادئ.
- 1951 - بداية البث التلفزيوني الملون في الولايات المتحدة.
- 1965 - بداية البث التلفزيوني في السعودية.
- 1969 - إصدار مرسوم اللغات الرسمية بكندا والذي بموجبه يتم إقرار المساواة في استخدام اللغة الفرنسية واللغة الإنجليزية في جميع أركان الحكومة الفدرالية.
- 1978 - استقلال جزر سليمان عن المملكة المتحدة.
- 1986 - الحكومة الأردنية تصدر قرار بإغلاق مكاتب حركة فتح في الأردن بعد توتر العلاقات بين الملك حسين ورئيس الحركة ياسر عرفات.
- 1991 - التوقيع على «اتفاقية بريوني» والتي تنهي الحرب التي شنتها يوغوسلافيا على سلوفينيا بحصول سلوفينيا على الاستقلال.
- 1994 - قوات اليمن الشمالي أو كما تسمى بالقوات الحكومية تدخل مدينة عدن عاصمة الشطر الجنوبي في المرحلة الأخيرة من الحرب الأهلية والتي كانت تهدف إلى إلغاء الوحدة بين الشطرين.
- 2003 - تأسيس الحزب الشيوعي الموحد في أرمينيا.
- 2005 - هجوم إرهابي في لندن على مترو الأنفاق وحافلة نقل أدى إلى مقتل 52 مدنيًا وجرح حوالي 700 آخرين.
- 2007 -
  - تفجير في بلدة آمرلي جنوب كركوك بشاحنة مفخخة أدى لمقتل 105 أشخاص على الأقل وجرح حوالي 240 أخرين.
  - انطلاق الحراك الجنوبي في جنوب اليمن لمطالبة بفك الارتباط من الشطر الشمالي في اليمن وأنها الوحدة اليمنية.
- 2009 - تشييع جثمان مغني البوب مايكل جاكسون في حفل مهيب في لوس أنجلوس.
- 2011 - الحكومة اللبنانية برئاسة نجيب ميقاتي تنال ثقة مجلس النواب بأغلبية 68 صوتًا من أصل 128 نائبًا يتألف منهم مجلس النواب مع انسحاب نواب المعارضة من جلسة الثقة.
- 2012 - الليبيون يتوجهون لصناديق الاقتراع لانتخاب أول برلمان بعد الثورة التي أطاحت بمعمر القذافي وأول انتخابات حرة منذ عام 1969.
- 2013 -
  - ترحيل المتهم الأردني أبي قتادة الفلسطيني من بريطانيا إلى الأردن لمحاكمته.
  - النسخة السابعة والعشرون بعد المئة (127) من بطولة ويمبلدون تنتهي بفوز ماريون بارتولي ببطولة فردي السيدات وأندي موراي ببطولة فردي الرجال.
- 2015 - مصرع شخصين في حادثة تصادم جوي بين طائرتي إف-16 فايتنغ فالكون وسيسنا 150 في مونكس كورنر في كارولاينا الجنوبية.
- 2017 - هجوم إرهابي مسلح على كمين البرث في رفح أدى لمَقتل عدد كبير من افراد الكمين من بينهم العقيد أحمد منسي.
- 2019 -
  - منتخب الولايات المتحدة لكرة القدم للسيدات يحرز كأس العالم للسيدات 2019 للمرة الرابعة في تاريخه والثانية على التوالي، بعد فوزه على المنتخب الهولندي بهدفين مقابل لا شيء.
  - منتخب البرازيل لكرة القدم يحرز كأس كوبا أمريكا 2019 مُحققاً بذلك اللقب التاسع له في البطولة، بعد تغلبه على منتخب بيرو بثلاثة أهداف لهدف.
  - تفعيل اتفاقية التجارة الحرة القارية الأفريقية الهادفة إلى إنشاء سُوق أفريقيَّة مُوحَّدة تليها حُريَّة الحركة وعملة مُوحَّدة لِلدُول الأعضاء.
- 2021 -
  - اغتيال رئيس هايتي جوفينيل مويس على يد مجموعة من المسلحين في مقر إقامته.
  - تشكيل حكومة جديدة في الجزائر برئاسة أيمن بن عبد الرحمن وزير المالية السابق.
- 2023 - رئيس وزراء هولندا مارك روته يعلن استقالة حكومته على أثر خلافات حول سياسات الهجرة.
- 2025 - 
  - حريقٌ في مبنى سنترال رمسيس بالقاهرة يودي بحياة أربعة أشخاص وإصابة ثلاثة وثلاثين آخرين، ويؤدي لانقطاع مؤقت لخدمات الاتصالات والإنترنت في عدة مناطق في مصر.
  - الرئيس الأمريكي دونالد ترمب يعلن إلغاء تصنيف هيئة تحرير الشام منظمةً إرهابية أجنبية تماشيًا مع إزالة العقوبات الدولية على سوريا بعد سقوط نظام الأسد.

## مواليد
- 1843 - كاميلو غولجي، طبيب إيطالي حاصل على جائزة نوبل في الطب عام 1906.
- 1860 - غوستاف مالر، موسيقي نمساوي.
- 1887 - مارك شاغال، فنان تشكيلي فرنسي روسي.
- 1901 - فيتوريو دي سيكا، ممثل ومخرج إيطالي.
- 1922 - بيير كاردان، مصمم أزياء فرنسي.
- 1926 - حجي راضي، ممثل عراقي.
- 1927 - خليل الرفاعي، ممثل عراقي.
- 1940 - رينغو ستار، عازف الطبلة في فرقة البيتلز.
- 1945 - المنصف المرزوقي، رئيس الجمهورية التونسية.
- 1946 - عبد العزيز الحماد، ممثل سعودي.
- 1947 - آمال عفيش، ممثلة لبنانية.
- 1949 - شيلي دوفال، ممثلة أمريكية.
- 1958 - داود الزعتري، مهندس كهربائي وأكاديمي وأستاذ جامعي فلسطيني.
- 1967 -
  - نجوى قاسم، إعلامية لبنانية.
  - لمياء الجداوي، ممثلة مصرية.
- 1975 -
  - خالد قهوجي، لاعب كرة قدم سعودي.
  - رنا الأبيض، ممثلة سورية.
- 1981 - ميريام عطا الله، مغنية وممثلة سورية.
- 1984 -
  - نايف فايز، ممثل سعودي.
  - ألبيرتو أكويلاني، لاعب كرة قدم إيطالي.
- 1987 - مها عبد الله، مذيعة سعودية.

## وفيات
- 1307 - إدوارد الأول، ملك إنجلترا.
- 1531 - تيلمان ريمنشنايدر، نحات وحفار خشب ألماني.
- 1573 - ياكوبو باروتسي دا فينيولا، معماري إيطالي.
- 1901 - يوهانا شبيري، كاتبة قصص أطفال سويسرية.
- 1930 - آرثر كونان دويل، كاتب إنجليزي ومبتدع شخصية شرلوك هولمز.
- 1965 - موشيه شاريت، رئيس وزراء إسرائيل.
- 1965 - روبي موزلي هولين، قاضٍ أمريكي.
- 1967 - فيفيان لي، ممثلة إنجليزية.
- 1972 - طلال بن عبد الله بن الحسين، ملك المملكة الأردنية الهاشمية.
- 1973 - إسكندر الخوري البيتجالي، قاضي ومحامي وكاهن أرثوذكسي وكاتب وشاعر فلسطيني.
- 2006 - إلياس الهراوي، رئيس الجمهورية اللبنانية العاشر.
- 2014 - ألفريدو دي ستيفانو، لاعب كرة قدم أرجنتيني إسباني.
- 2015 - أحمد بن سعود بن عبد العزيز آل سعود، أمير سعودي.
- 2017 - أحمد منسي، قائد عسكري مصري,
- 2020 - خالد بن سعود بن عبد العزيز آل سعود، أمير سعودي.
- 2021 -
  - أحمد جبريل، سياسي وقائد عسكري فلسطيني.
  - جوفينيل مويس، رئيس جمهورية هايتي (2017 - 2021).
  - دليب كومار، ممثل هندي.

## أعياد ومناسبات
- عيد الاستقلال في جزر سليمان.
- عيد تاناباتا في اليابان.
- عيد القرويين في تنزانيا.
- اليوم العالمي للشوكولاتة.

## وصلات خارجية
- وكالة الأنباء القطريَّة: حدث في مثل هذا اليوم.
- النيويورك تايمز: حدث في مثل هذا اليوم.
- BBC: حدث في مثل هذا اليوم.